# Kyung-Wha Chung
Kyung-Wha Chung (ur. 26 marca 1948 w Seulu) – południowokoreańska skrzypaczka.

## Życiorys
Siostra wiolonczelistki Myung-Wha Chung i dyrygenta Myung-Whun Chunga. Debiutowała publicznie w wieku 9 lat w Seulu, wykonując Koncert skrzypcowy Felixa Mendelssohna. W latach 1960–1967 była studentką Ivana Galamiana w Juilliard School of Music w Nowym Jorku. W 1967 roku zdobyła ex aequo z Pinchasem Zukermanem I nagrodę na Leiventritt Memorial Competition. W 1968 roku otrzymała zaproszenie na występy z New York Philharmonic, w 1970 roku debiutowała w Europie z London Symphony Orchestra. W 1973 roku debiutowała na festiwalu w Salzburgu. W połowie lat 80. w związku z małżeństwem i macierzyństwem na pewien czas zawiesiła karierę sceniczną. W 2011 roku otrzymała nagrodę Ho-Am.
Grała z czołowymi orkiestrami świata, koncertując w Europie, Ameryce i na Dalekim Wschodzie. Występowała też jako kameralistka w trio z siostrą i bratem oraz z takimi artystami jak: Pinchas Zukerman, Radu Lupu, Stephen Kovacevich, Peter Frankl i Itamar Golan. Dokonała nagrań płytowych koncertów skrzypcowych Elgara, Sibeliusa, Bartóka, Prokofjewa i Strawinskiego. Wykonywała też muzykę okresu klasycyzmu i romantyzmu. 
Gra na skrzypcach Guarneriego z 1734 roku.